# Bataille de Saïgon
Guerre du Viêt Nam
Batailles
La bataille de Saïgon se déroule en 1968 avec de multiples combats dans la métropole économique et capitale de la République du Viêt Nam. Avec la bataille de Khe Sanh et la bataille de Huế, la bataille de Saigon constitue une des trois batailles majeures de l'offensive du Tết. Khe Sanh a été un leurre pour attirer l'attention et les forces militaires loin de l'objectif principal qui était de provoquer un soulèvement général.
Ce fait est devenu un événement par ses effets et répercussion dans l’esprit de la population des États-Unis et du monde entier à travers une multitude d’images.

## Objectifs
Bien que Saigon soit le point central de l’offensive, les communistes ne recherchent pas une conquête complète. Ils ont des cibles principales : les quartiers généraux de l’Armée de la République du Viêt Nam ; le Palais de l’Indépendance, l’ambassade américaine, le quartier général de la marine à Long Binh et la station de radio nationale. Le plan requiert de ces forces initiales qu’elles tiennent leur position 48 heures avant d'être relevées.

## Déroulement
Un renseignement de mauvaise qualité et une coordination locale très faible compromettent les attaques communistes dès leur déclenchement. Les communistes avaient prévu par exemple d’utiliser les chars et les pièces d’artillerie qui devaient se trouver dans certains quartiers généraux de l’armée mais les tanks avaient été déplacés deux mois avant et les pièces d’artillerie n’étaient pas en état d’être utilisées. Une des cibles les plus importantes était la station de radio nationale. Les troupes du Front national de libération du Sud Viêt Nam (FNL, Viêt Cong) avaient amené un enregistrement de Hô Chi Minh annonçant la libération de Saigon et appelant à un soulèvement général contre le régime de Nguyễn Văn Thiệu. Le bâtiment fut pris et tenu pendant six heures mais ses occupants furent incapables de diffuser le message, les lignes ayant été coupées depuis un studio situé en un autre endroit dès que la station avait été prise.
L’ambassade américaine à Saigon, un bâtiment massif de six étages situé dans un large complexe, qui venait d’être terminée en septembre, est attaquée à 2 h 45 par une équipe de sapeurs de 19 hommes qui fait exploser l’enceinte avant de charger. Leur officier ayant été tué dans l’attaque initiale et leur tentative d’accéder au bâtiment ayant échoué, les sapeurs errent autour de l’ambassade jusqu’à ce que les renforts les éliminent. A 9 h 20, l’ambassade et ses environs sont sécurisées.
À travers la ville, de petits groupes du FLN s’éparpillent pour attaquer des officiers et les casernes de conscrits, les maisons des officiers de l’ARVN et les stations de police des districts. Dotés de “listes noires” d’officiers militaires et de fonctionnaires, ils exécutent tous ceux qu’ils trouvent. La brutalité engendra la brutalité, le 1er février, le général Nguyễn Ngọc Loan, chef de la force de police nationale, exécute publiquement un officier du FLN capturé en habits civils devant un photographe et un cadreur. Ce qui n’était pas expliqué quand l’image fut distribuée était que le suspect venait de prendre part au meurtre d’un des officiers et de toute sa famille.
Un total de 35 bataillons communistes, dont la plupart des troupes travaillaient et vivaient dans la ville depuis des années, avaient été affectés aux objectifs dans Saigon. À l’aube, la plupart des attaques dans le centre-ville étaient éliminées mais de sévères combats entre FLN et forces alliées avaient lieu dans les faubourgs chinois de Cholon près du champ de course de Phu Tho, utilisé comme centre de commandement par le FLN. Un combat de rue, maison par maison, se déroule le 4 février, les habitants de Cholon reçoivent l'ordre de quitter leur maison et le quartier est déclaré zone de cessez-le-feu. La bataille se termine le 7 mars après la confrontation des combattants de l'ARVN et des forces du FLN.
Mis à part Hué et les opérations de nettoyage dans Saigon et ses alentours, la première vague de l’offensive est terminée avec la seconde semaine de février. Les Américains estiment que durant la première phase (30 janvier - 8 avril), approximativement 45 000 FLN et soldats PAVN sont tués, et un nombre inconnu de combattants sont blessés. Pendant des années, cette estimation fut tenue pour excessive, mais elle fut confirmée par Stanley Karnow à Hanoi en 1981. Westmoreland affirme que durant la même période 32 000 communistes étaient tués et 5 800 capturés. Durant la même période les Sud-Vietnamiens subissent 2 788 tués, 8 299 blessés et 587 disparus. Les États-Unis et leurs autres alliés subissent 1 536 tués, 7 764 blessés, et 11 disparus.